# Melker Garay

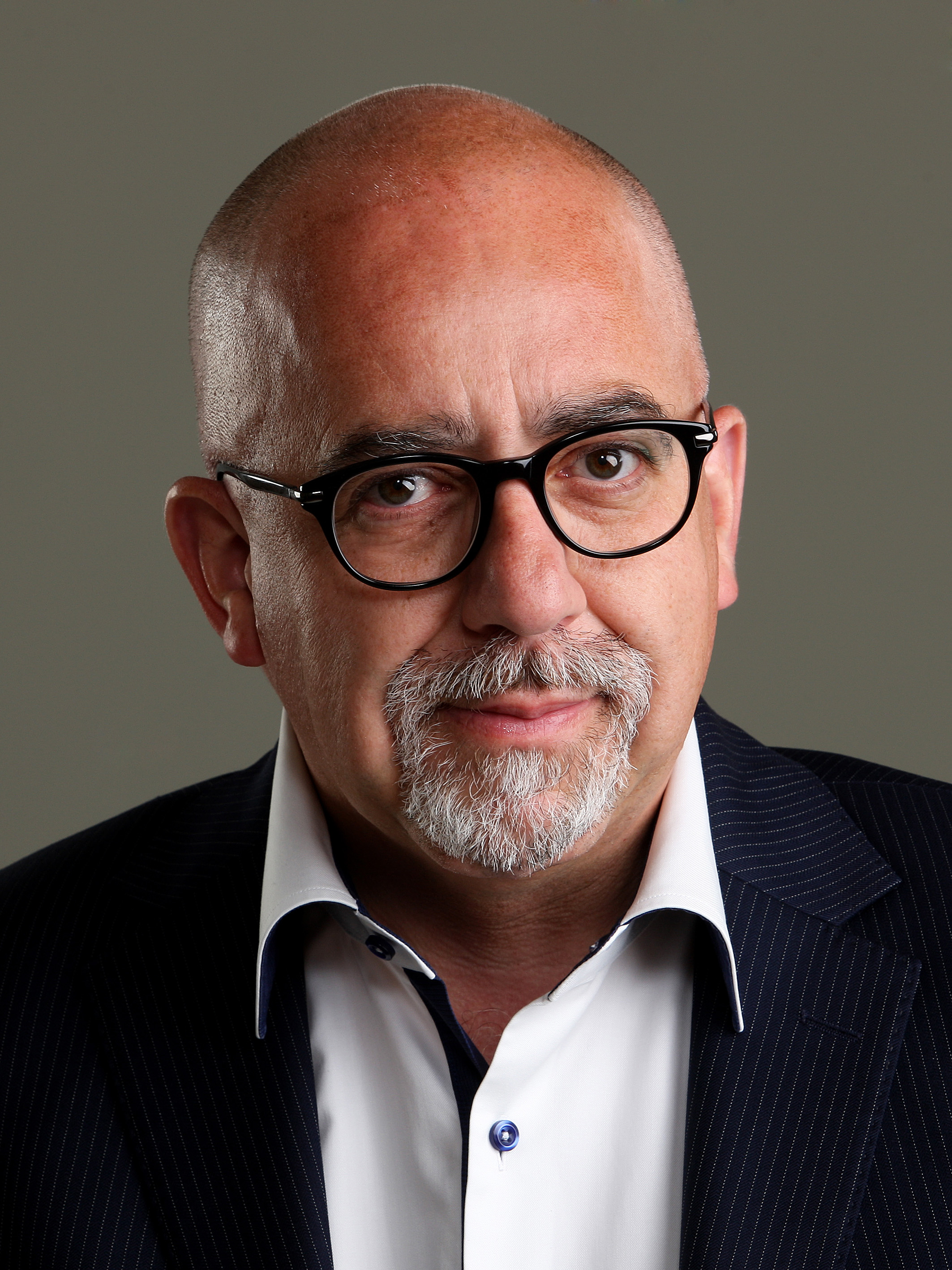
Melker Garay.

Melker Bent-Inge Garay (Chile, 11 de abril de 1966) es un autor sueco. 

## Biografía
Nacido en Tocopilla, hijo de padre sueco y madre chilena, su familia se mudó de Chile a Suecia en 1970, justo antes del triunfo del socialista Salvador Allende, quien tres años después sería derrocado por el golpe de Estado encabezado por el general Augusto Pinochet. Creció en Norrköping, en la costa este de Suecia, donde hoy vive todavía con su familia.
Su escritura se centra en los temas teológicos, existenciales y filosóficos. Garay debutó en 2008 con Las anotaciones secretas de un sacristán (publicado por Norlén & Slottner), libro que ha sido traducido a varios idiomas.
Miembro de la Unión de Escritores Suecos desde 2009, Garay fue elegido en 2012 miembro de PEN Suecia, la versión sueca de la organización literaria PEN International. En 2014 se convirtió asimismo en miembro de la Sociedad de Escritores de Chile (Sech).
Garay ha realizado extensos estudios superiores en el área de Humanidades y Ciencias Sociales. Durante sus estudios en la Universidad de Uppsala, fue miembro fundador de la sociedad cultural 'Sine qua non'.